# Kaduna de Sud
Kaduna de Sud (în Tyap: Atak Kaduna; în Hausa: Kudancin Kaduna; fosta Zaria de Sud) este o zonă locuită cu precădere de diverse popoare care nu vorbesc limba Hausa și care trăiesc în sudul emiratului Zazzau din statul Kaduna. Este situată în regiunea Middle Belt⁠(d) din Nigeria. Kaduna de Sud cuprinde 12 zone administrative dintr-un total de 23 din statul Kaduna. Kaduna de Sud este considerată de unii istorici nu atât o identitate geografică, ci mai degrabă un concept de identitate etnică.

## Subdiviziuni
- Chikun
- Jaba
- Jema's
- Kachia
- Kaduna de Sud
- Kagarko
- Kajuru
- Kaura
- Kauru
- Lere
- Sanga
- Zangon Kataf

## Diversitate etnică
Kaduna de Sud este compusă din grupuri etnice strâns înrudite și mai multe subgrupuri ce au în comun aceeași cultură și istorie. James (2000) a clasificat aceste populații pe baza afinităților lor etno-lingvistice, sub tema „The Middle Belt (Composition of the Nok Culture Area)”, și a împărțit subgrupurile astfel: populația din Kaduna de Sud este estimată la peste 4,5 milioane de oameni din populația totală estimată de 8,5 milioane de locuitori din statul Kaduna în 2016. Pentru 2021, cifrele estimative au fost de 5,1 milioane din populația totală estimativă de 12 milioane de oameni a statului Kaduna. Limba comună vorbită în zonă și folosită ca mijloc de comunicare este limba hausa.

### Grupul etnolingvistic Proto-Plateau
I. Grupul Adara sau Grupul Nordic
- Adara (Kadara)
- Ada (Kuturmi)
- Ajure Adara (Kadara lui Idon)
- Anumafa Adara (Kadara Kateri)
- Semi Ajure (Ankuwa, Gora)
- Bakulu (Ikulu)

II. Grupul Koro sau Grupul de Vest
- Koro Myamya
- Koro Achel, Ashe sau Wachi
- Koro Ala sau Agweshi
- Ham Koro sau Adong/Gbaham

III. Grupul Ham sau Grupul de Nord-Vest
- Ham Kpop (Jaba Kwoi)
- Ham Ngat Ham (Jaban Katari)
- Ham Shambang (Samban)
- Ham Duhyah (Jaban Lungu)
- Ham Gwong (Kagoma)
- Ham Kworri (Chori)
- Ham Det (Faik/Kenyi)
- Ham Netkun/Netwho - Gbaham
- Ham Nyakpah (Yeskwa)
- Ham Kong/Rhuini (Kamantan)

IV. Grupul Nerzit sau Kataf (Atyap)
- Atyap (Kataf, Katab)
- Bajju (Kaje)
- Agworok (Aegworok, Oegworok, Kagoro)
- Asholyio (Osholio, Asholio, Moro'a)
- Fantswam (Kafanchan)
- Bakulu (Ikulu)
- Anghan (Angan, Kamantan)
- Atakad (Atakat, Attakar)
- Atyecharak (Atyacherak, Attachirak, Kachechere)
- Terri (Challa, Chara)
- Atuku (tuku) Kuu""

V. Grupul Aninka sau Grupul de Sud-Vest
- Ninzo
- Mada de Nord
- Gbantu (Gwantu)
- Nindem
- Nikyob (Kaninkon)
- Kanufi
- Nungu
- Buh - Ayu
- Ningeshe
- Nandu
- Numana

Această împărțire pe categorii în funcție de apartenența etnolingvistică Proto-Plateau a fost, însă, modificată de Blench (2008), care a descris alte subdiviziuni pe baza limbilor vorbite, după cum urmează:
I. Grupul Adara sau de Nord-Vest
- Eda, Ada
- Edra, Adara
- Bakulu
- Ẹjẹgha (Idon)
- Doka
- Ẹhwa (Iku-Gora-Ankwe)

II. Grupul Atyap (Nerzit, Nenzit)
- Bajju
- Atyap
- Agworok (Kagoro)
- Takad (Attakar)
- Atyecarak (Kacicere)
- Asholyio
- Fantswam (Kafancan)
- Atuku (Tuku) Kuu

III. Grupul Koro
- Ashe
- Tinɔr (Waci-Myamya)
- Idũ, Gwara
- Nyenkpa-Barde

IV. Grupul Ham
- Shamang
- Cori
- Ham
- Zhire
- Shang

V. Grupul Gwong
- Gwong (Kagoma)
- Anɡhan (Kamanton)

VI. Grupul Ninzo
- Ninzo (Ninzam)
- Bu-Niŋkada
- Mada
- Numana-Nunku-Gbantu-Numbu
- Ningye-Ninka
- Anib
- Nikyob
- Nindem
- Nungu
- Ayu

VII. Grupul Ndun
- Ndun (Nandu)

VIII. Grupul Alumu
- Sambe
- Tot Blench a spus că nisam este o prezumtivă limbă a platoului vorbită cândva în satul Nince, din statul Kaduna, însă nu se poate stabili cu exactitate apartenența de ramura Plateau din cauza lipsei de date lingvistice și că, în 2005, mai exista un singur vorbitor de nisam.[6]

### Grupul etnolingvistic Proto-Kainji
I. Grupul Kainji de Est I
- Atsam (Chawai)
- Amap (Amo)
- Abisi (Piti)
- Kuzamani (Shuwa-Zamani)
- Ngmgbang (Ribam)
- Dinani (Dingi)
- Ribina

II. Grupul Kainji de Est II
- Agbiri (Gure)
- Aniragu (Kahugu)
- Akurmi (Kurama)
- Koonu (Kono)
- Vono (Kiballo)
- Tumi (Kitimi)
- Nuno-Kaivi (Kaibi)
- Mala-Ruma (Rumaya/Ruruma)
- Abin (Binawa)
- Kuvori (Surubu)
- Atumu (Kinuku)
- Shuwa-Zamani (Kuzamani)
- Dungi (Dungu)

### Grupul etnolingvistic Proto-Nupoid
Grupul Gbagyi (Gwari)
- Gbagyi-Gbari (Gwari)[3]

### Grupul etnolingvistic Proto-Chadic de Vest
Grupul etnolingvistic Proto-Chadic de Vest nu a fost inclus în clasificările lui James (2000) și cuprinde următoarele subdiviziuni:
- Gwandara (un grup afro-asiatic, înrudit cu Hausa, despre care se spune că ar fi migrat din Kano)
- Sha (un grup de migranți din Bokkos, Statul Plateau)

## Limbi
Kaduna de Sud este formată dintr-o minoritate variată de grupuri etnolingvistice, care vorbesc limbi aparținând grupurilor de limbi nigero-congoleze și Ciadului de Vest.

## Resurse naturale
Fostul ministru nigerian al mineralelor solide, Leslie Obiora, a întocmit o listă cu mineralele din întreaga țară, ajungând la un total de 74 de minerale; 34 au fost declarate apte pentru minerit la scară comercială, iar Kaduna de Sud deținea peste 30 de minerale, dintre care 50% exploatabile.

## Agricultură

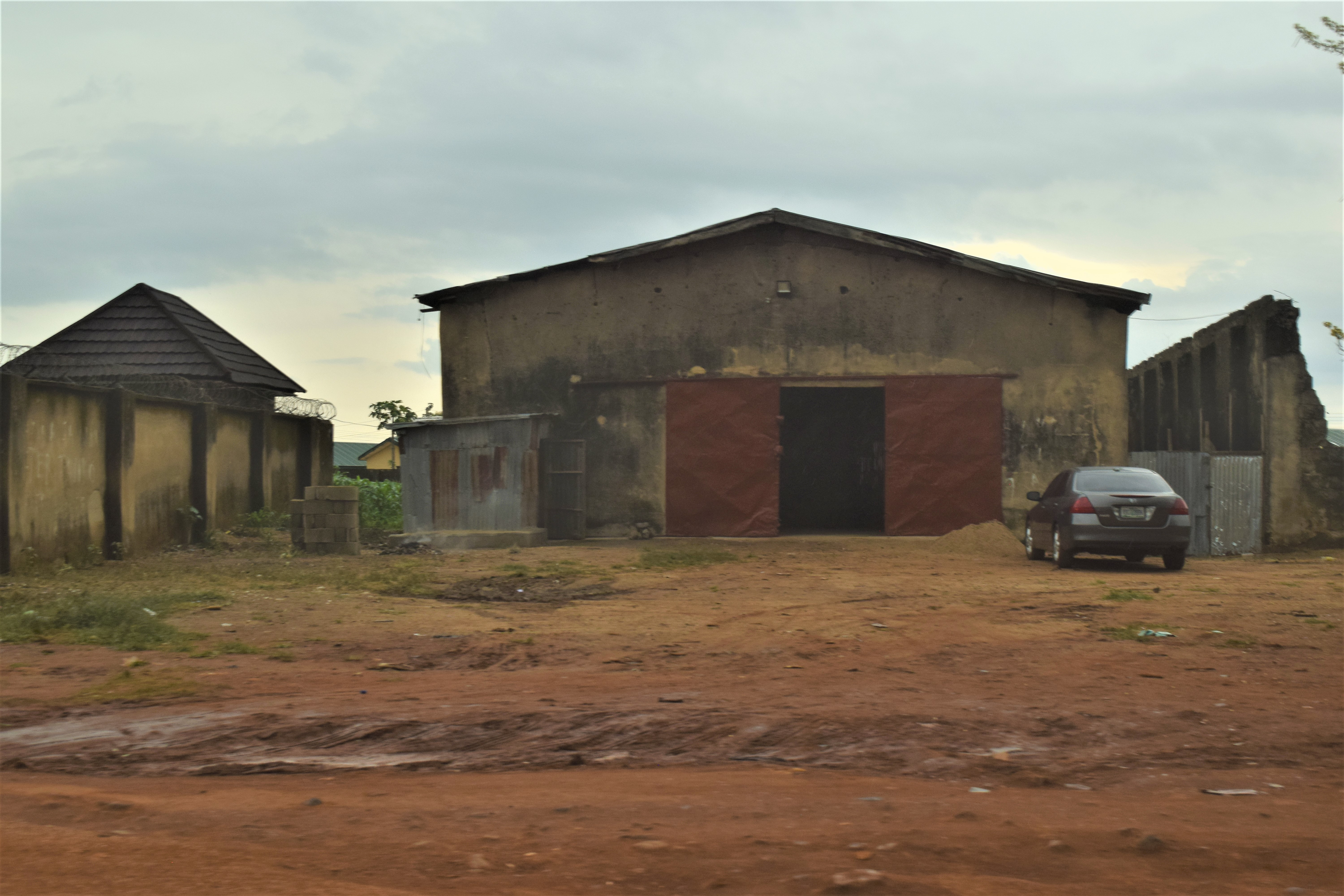
Depozit de ghimbir, Kafanchan

În anii 1990, fermierii au obținut un profit considerabil din vânzările recoltelor de ghimbir, datorită companiilor de procesare a ghimbirului existente în întreaga regiune, dar în prezent, majoritatea acestor companii s-au închis și nu se înregistrează niciun efort din partea conducerii de a le redeschide.

## Educație

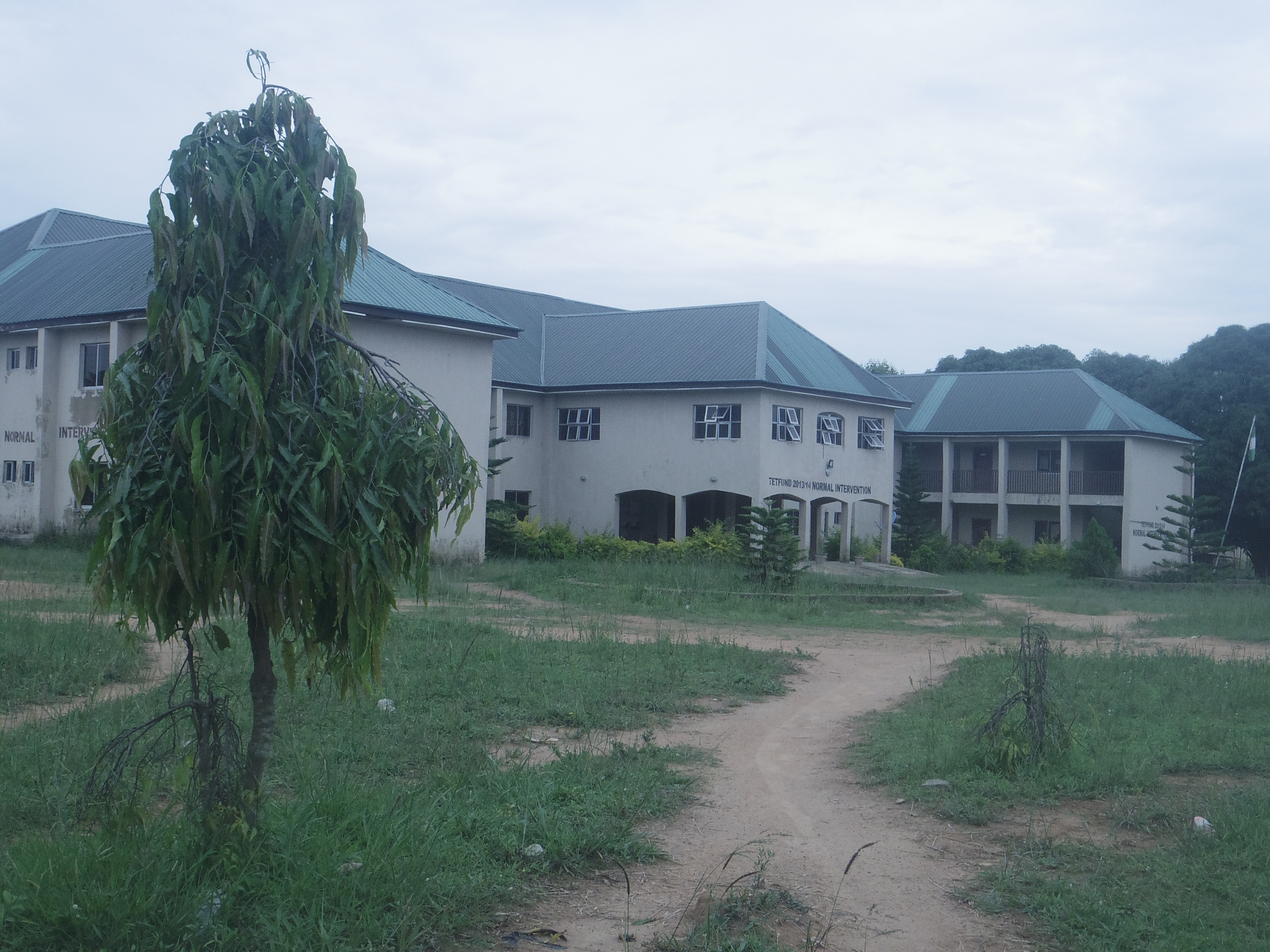
Bloc de clase, Colegiul de Agricultură, Nuhu Bamali Polytecnic, Campusul Samaru Kataf (Chenkwon)

Potrivit lui Kazah-Toure (1999:130), Kaduna de Sud a preluat conducerea în educație în defuncta Regiune de Nord din Nigeria, în perioada războiului civil din Nigeria (între 1966 și 1970). Bonat (1989:55) susține că majoritatea oamenilor educați din această regiune, care nu fac parte din populația hausa, sunt cadre didactice sau funcționari publici, spre deosebire de hausa, care lucrează la cele mai înalte niveluri birocratice.